# Tiora kohibabaensis
Tiora kohibabaensis är en fjärilsart som beskrevs av Sakai 1978. Tiora kohibabaensis ingår i släktet Tiora och familjen juvelvingar. Inga underarter finns listade i Catalogue of Life.